# Curly-coated retriever
De curly-coated retriever is een hondenras afkomstig uit Engeland.
Het dier wordt gebruikt als jachthond en dan met name voor het apporteren van wild op ruw terrein en het jagen op waterwild. Daarnaast wordt het dier gebruikt als gezelschapshond. Van alle retrievers is dit ras het oudst en zijn deze dieren het grootst. Het ras was in 1860 reeds erkend. Een volwassen reu is ongeveer 69 centimeter hoog, een volwassen teef ongeveer 64 centimeter. De honden komen voor in zwart en bruin.
Amerikaanse cockerspaniël ·
Amerikaanse waterspaniël ·
Barbet ·
Chesapeake Bayretriever ·
Clumberspaniël ·
Curly-coated retriever ·
Duitse wachtelhond ·
Engelse cockerspaniël ·
Engelse springerspaniël ·
Fieldspaniël ·
Flat-coated retriever ·
Golden retriever ·
Ierse waterspaniël ·
Kooikerhondje ·
Labrador-retriever ·
Lagotto romagnolo ·
Nova Scotia duck tolling retriever ·
Perro de agua español ·
Portugese waterhond ·
Sussex-spaniël ·
Welshe springerspaniël ·
Wetterhoun